# Dickschnabellumme

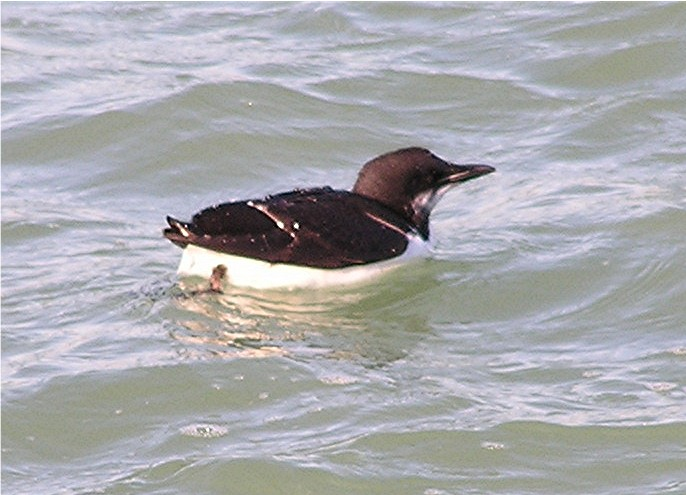
Dickschnabellumme im Schlichtkleid

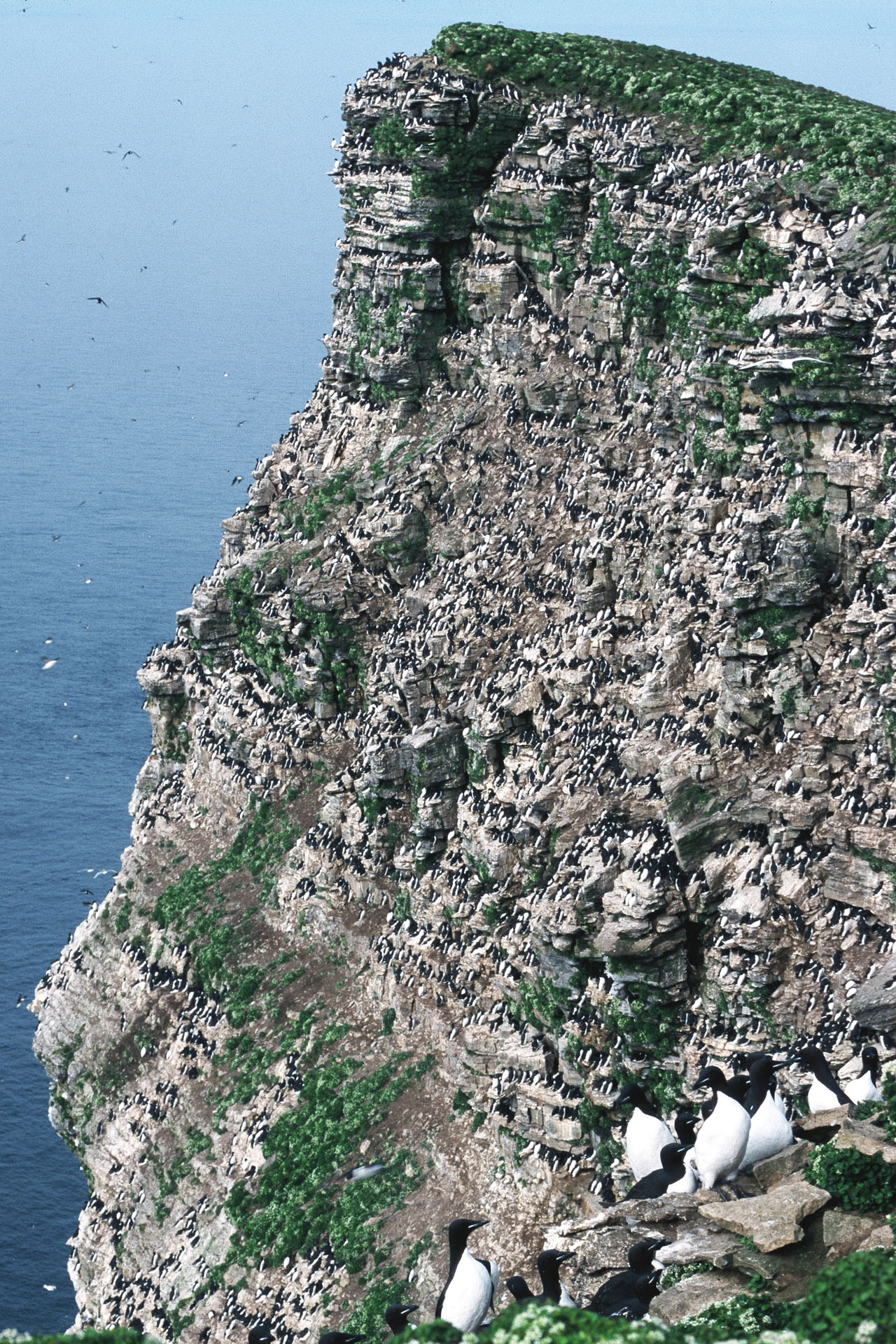
Kolonie der Dickschnabellumme an der Barentssee

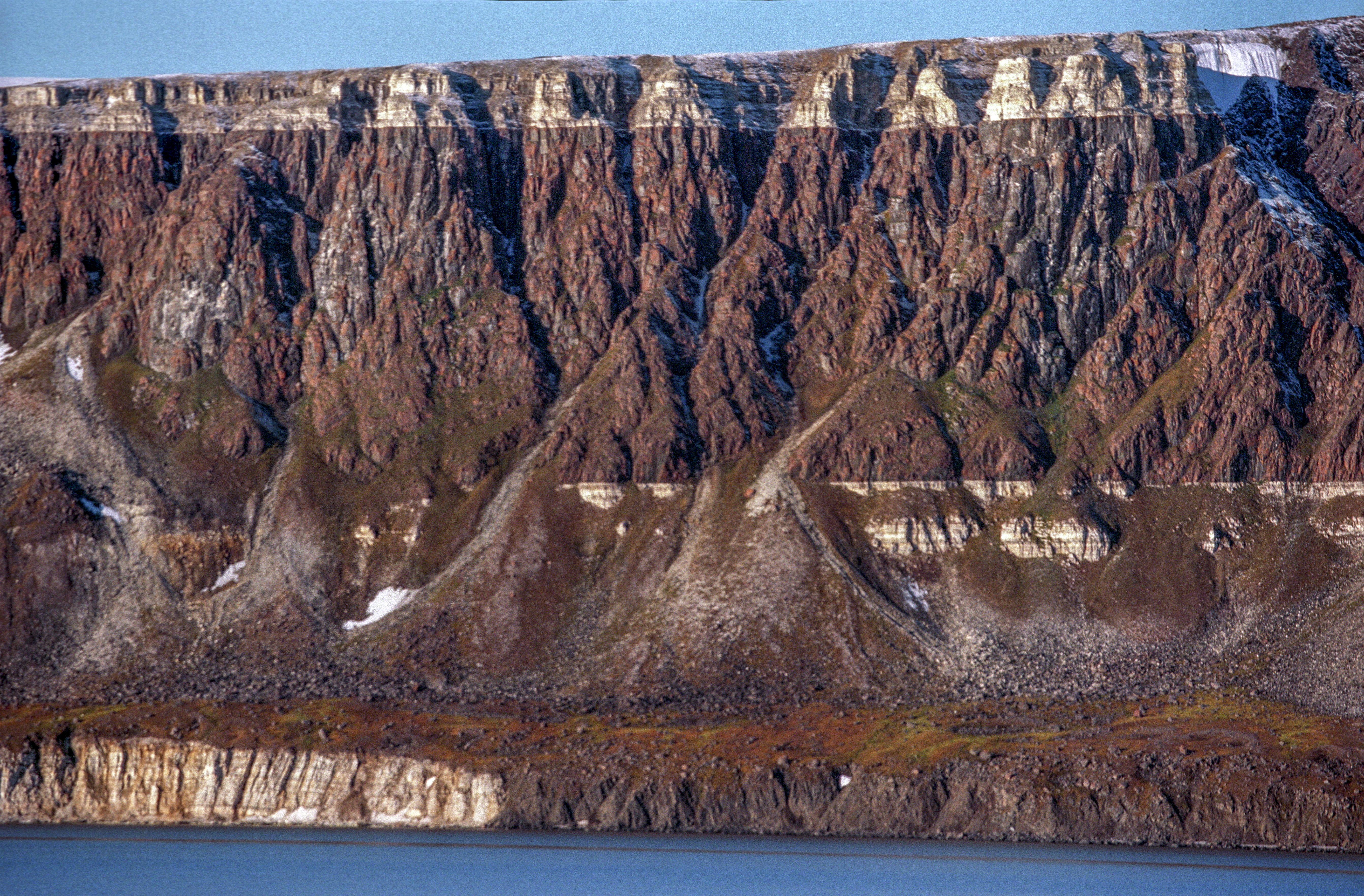
Lebensraum der Dickschnabellumme

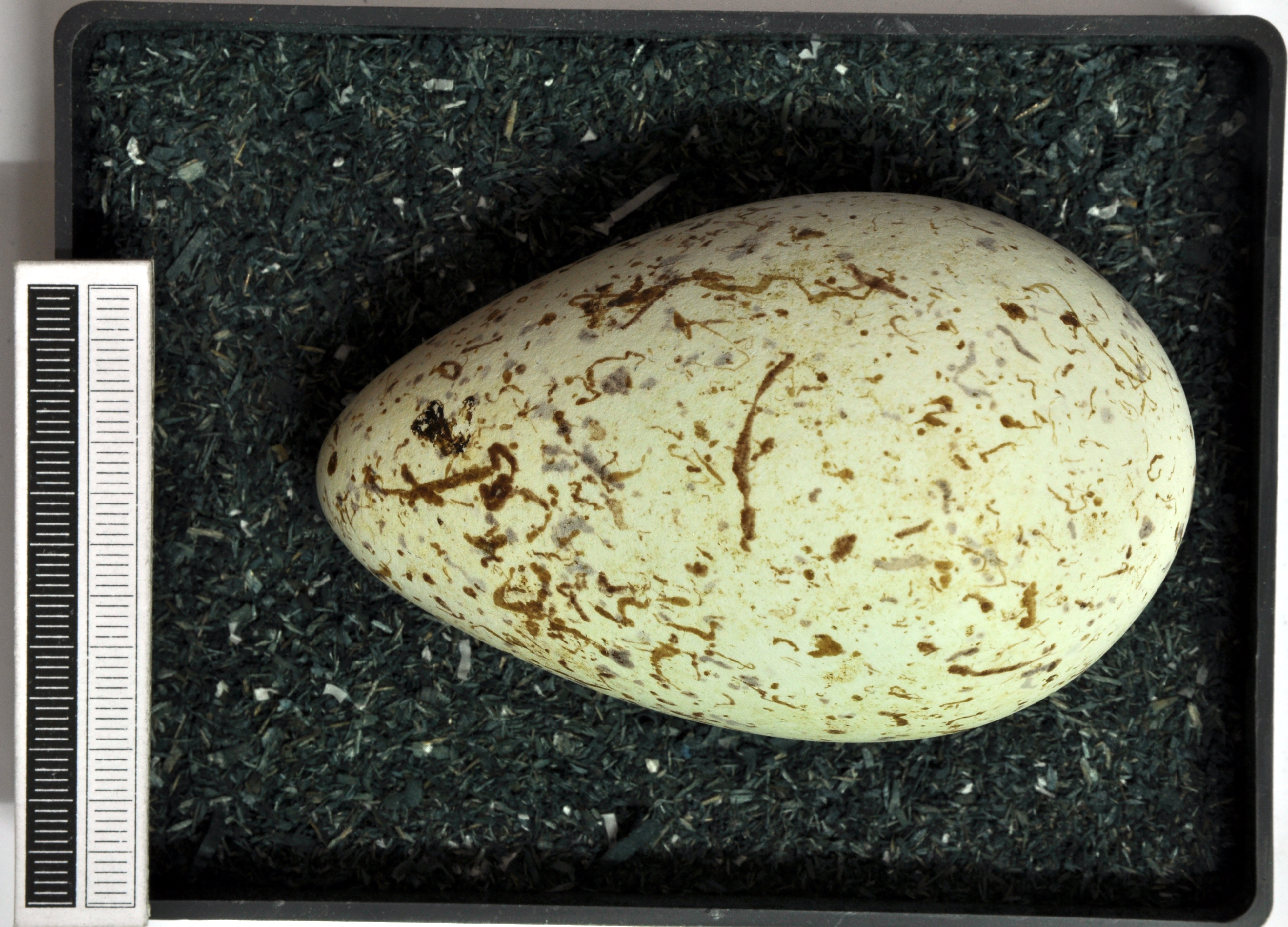
Ei, Sammlung Museum Wiesbaden

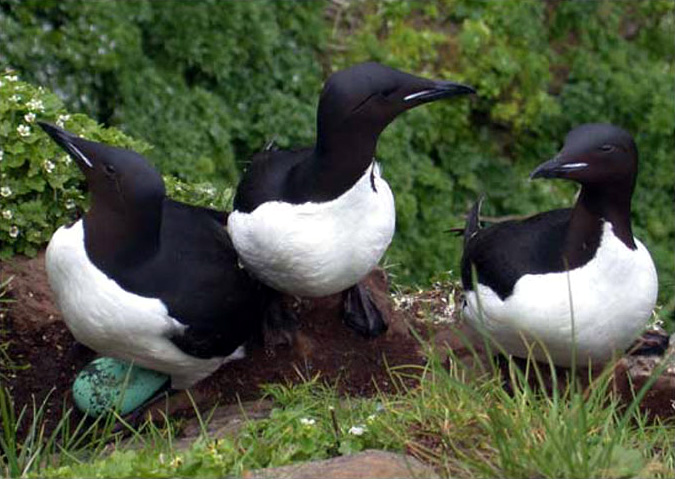
Dickschnabellummen beim Brüten

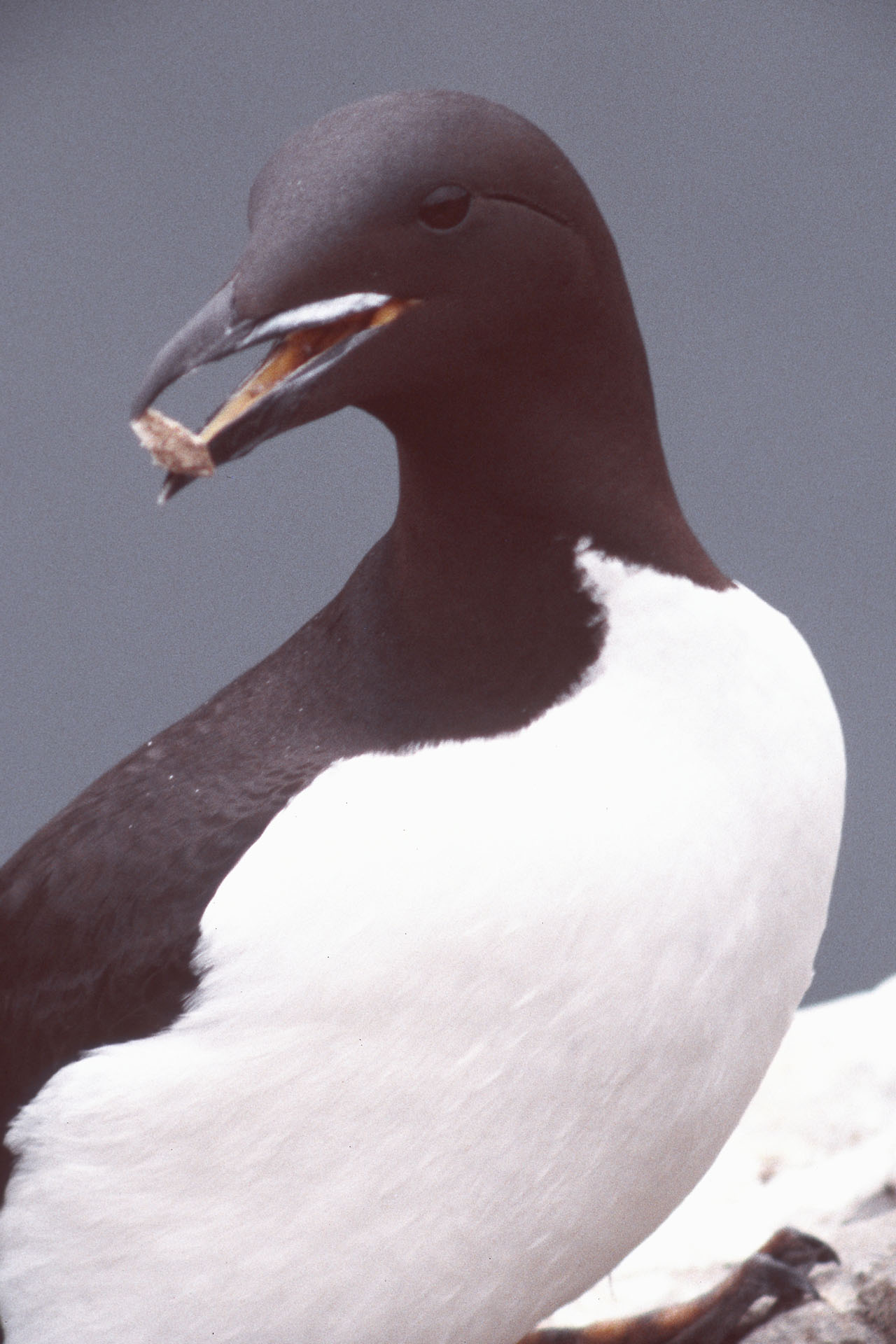
Porträt einer Dickschnabellumme

Die Dickschnabellumme (Uria lomvia) ist eine Vogelart aus der Ordnung der Regenpfeiferartigen und der Familie der Alkenvögel. Sie kommt in weiten Teilen des nördlichen Asiens, Nordamerikas und Europas vor. Es handelt sich um einen großen Alkenvogel, der etwas kräftiger als die Trottellumme gebaut ist und einen etwas größeren Kopf und dickeren Hals als diese Art hat. An Land nimmt die Dickschnabellumme entweder eine aufrechte Körperhaltung ein oder liegt auf dem Bauch. 
Es werden zwei rezente Unterarten anerkannt, die genetisch jedoch kaum differenziert sind.

## Merkmale
Die Dickschnabellumme ähnelt der Trottellumme im Aussehen sowie in der Lebensweise. Erstere unterscheidet sich von Letzterer durch den dickeren Schnabel mit weißem Streifen, die dunklere, schwarzbraune Oberseite und die fehlende graue Strichelung an den Flanken. Sie ist durchschnittlich auch etwas größer als die Trottellumme. Das schwarze Kehlgefieder dehnt sich bis zur vorderen Brust aus, so dass sich auf den beiden vorderen Körperseiten ein weißes, umgekehrtes V bildet. Der Vogel hat wie alle Alkenvögel einen länglichen Körper, einen kurzen Hals und einen kleinen Kopf. Die Flügel sind verhältnismäßig klein. Die Füße sind lang und tragen drei kurze Zehen. Sie können von hellrot über graugelb bis grüngelb gefärbt sein. Der kräftige Schnabel verjüngt sich zum Ende hin. Er ist schieferschwarz und mit einem weißen Streifen am Oberschnabel parallel zur Mundspalte versehen. Das Mundinnere und die Zunge ist gelb. 
Dickschnabellummen schwimmen sehr hoch auf dem Wasser, der Schwanz wird beim Schwimmen nicht eingetaucht. Sie fliegen nur mit großer Schwierigkeit auf und landen niemals auf flachem Grund. 

### Färbung und Maße
Im Prachtkleid hat die Dickschnabellumme eine schwarze bis schwarzbraune Oberseite. Der Kopf und der Hals sind auch von dunkler Farbe. Die Spitzen der Armschwingen sind weiß, die Handschwingen sind dunkelbraun. Hinter dem Auge befindet sich eine kleine unbefiederte Furche. Die Unterseite bis zur Brust ist wie die Unterschwanzdecken weiß.
Das Schlichtkleid entspricht dem Prachtkleid, der Hals und der Kopf sind jedoch schwarz und weiß gefärbt. Über den Vorderhals zieht sich ein weißes Band, das sich auf der Halsmitte bis zum Nacken hin verbreitert. Die untere Gesichtshälfte und die Kehle sind vollständig weiß. Dennoch zeigt die Dickschnabellumme am Kopf mehr schwarz als die Trottellumme.
Sie wird 42 bis 48 Zentimeter lang, erreicht eine Flügelspannweite von 75 Zentimetern und ist zwischen 750 und 1480 Gramm schwer.

### Flugbild
Die Flügelunterseite ist zweifarbig: Die Ränder sind durchscheinend und dunkelbraun, während das restliche Gefieder der Unterseite weiß ist. Im Flug ist die Dickschnabellumme von der Trottellumme durch das Fehlen schwarzer Achselfedern zu unterscheiden. Der Vogel schlägt schnell mit den Flügeln und ist trotz der kleinen Flügel in der Luft sehr wendig. Der Flug ist gerade und erinnert entfernt an den einer Taube.

## Lebensweise

### Ernährung und Verhalten
Die Dickschnabellumme brütet in großen Kolonien an felsigen Steilküsten. Dort kommt sie zusammen mit der Trottellumme vor, es kommen jedoch keine Paare aus beiden Arten – geschweige denn Mischformen beider Arten – vor. Der Vogel braucht zum Fliegen viel Anlauf auf dem Wasser (Laufflug). Einmal in der Luft kann er lange Strecken ununterbrochen fliegen.
Sie frisst kleine Fische in der Größe von 5 bis 15 Zentimetern, Krebstiere (hauptsächlich Krill), Schnecken, Muscheln und Tintenfische. Die Lumme taucht in Gruppen von 20 bis 200 Vögeln von der Wasseroberfläche aus nach Nahrung. Sie schluckt ihre Beute meist schon unter Wasser.

### Fortpflanzung
Die Paarungszeit der Dickschnabellumme beginnt gleich nach der Ankunft in den Brutgebieten, also von März bis April. Das Weibchen legt im Mai oder Juni ein Ei auf einen Felsvorsprung. Die fast birnenartige Form schützt es vor dem Wegrollen. Es ist auf weißem bis grauem oder türkisfarbenem Grund variabel gefleckt. Das Ei wird 30 bis 36 Tage lang bebrütet. Die Jungen werden mit kleinen Fischen gefüttert, die von beiden Partnern im Schnabel herangetragen werden. Nach 18 bis 25 Tagen werden sie mit Rufen der Eltern die Klippen heruntergelockt. Sie springen hinunter und werden durch den Wind etwas abgebremst, bevor sie auf der Wasseroberfläche aufkommen. Sie erreichen erst im Alter von anderthalb Monaten die Flugfähigkeit. Schon im Juli beginnt der Wegzug in die Überwinterungsgebiete.

## Lebensraum und Verbreitung
Die Dickschnabellumme brütet an Steilküsten in Nordrussland, Nordkanada, Alaska, Grönland, Island, im nördlichen Norwegen, auf den russischen Inseln, auf Spitzbergen, am Ochotskischen Meer sowie auf Sachalin und Hokkaidō.
Sie ist ein Zugvogel und kann lange Strecken ohne Unterbrechung zurücklegen. Auf den Zugwegen wird sie aufgrund ihrer Größe selten fortgetrieben, wie es zum Beispiel beim Krabbentaucher der Fall ist. Eine Ausnahmeerscheinung ist sie in Mexiko, im südlichen Europa und im inneren Nordamerika, wie an den Großen Seen.
Die Überwinterungsgebiete der Vögel liegen in Nord- und Mitteleuropa, Russland, Japan, an der Westküste der USA, auf der Labrador-Halbinsel und auf einigen atlantischen Inseln wie Neufundland und den Färöern.
Je weiter nördlich eine Population brütet, desto nördlicher überwintern die Vögel auch. So überwintern nach Schätzungen etwa 10.000 bis 100.000 der 350.000 bis 400.000 grönländischen Exemplare auf Island.
Die intensive Jagd auf erwachsene Vögel und das Einsammeln von Eiern hat dieser Art auf Grönland und Neufundland stark geschadet. In der russischen Barentssee ist die Jagd heute nur den Bewohnern lokaler Polarstationen gestattet. Dickschnabellummen reagieren sehr sensibel auf Meeresverschmutzungen durch Öl- oder Gasförderanlagen. Auch bleiben sie öfter in Fischernetzen hängen und verenden.

## Bestand
Der Bestand im Nordatlantik betrug zur Jahrtausendwende circa 6,5 Millionen Brutpaare. Die Zahl der pazifischen Brutpaare wird auf 4,5 Millionen geschätzt.
Zu den europäischen Regionen mit einem großen Bestand an Dickschnabellummen zählen Island mit 341.000 bis 861.000 Brutpaaren, Spitzbergen mit 850.000 Brutpaaren und Grönland mit 350.000 bis 400.000 Brutpaaren. Im Norden des europäischen Teils Russlands brüten etwa 250.000 bis 500.000 Brutpaare. Im Norden Norwegen sind erste erfolgreiche Bruten für das Jahr 1964 belegt. Mittlerweile werden dort 1.000 bis 2.000 Brutpaare gezählt.

## Unterarten
Es werden drei Unterarten anerkannt, davon ist eine ausgestorben.
- U. l. lomvia (Linnaeus, 1758) – stellt die Nominatform dar – Kanada, Russland, Nordeuropa
- U. l. arra (Pallas, 1811) – Kanada, Alaska, Russland, Japan
- † U. l. affinis (Marsh, 1870) – USA im späten Pleistozän, ausgestorben; wird von einigen Autoren auch als eigenständige Art betrachtet

Carl von Linné beschrieb die Dickschnabellumme 1758 als Alca lomvia.
Die beiden folgenden früher zusätzlich abgegrenzten Unterarten werden heute nicht mehr als Unterart anerkannt. Die Unterscheidung basierte allein auf minimalen Färbungsdifferenzen.
- U. l. heckeri Portenko, 1944 – Russland
- U. l. eleonorae Portenko, 1937 – Russland

## Belege

### Einzelbelege
1. 1 2 3 4 5  Hans-Günther Bauer, Einhard Bezzel, Wolfgang Fiedler (Hrsg.): Das Kompendium der Vögel Mitteleuropas. Alles über Biologie, Gefährdung und Schutz. Band 1: Nonpasseriformes – Nichtsperlingsvögel. 2., vollständig überarbeitete Auflage. Aula-Verlag, Wiebelsheim 2005, ISBN 3-89104-647-2, S. 569.